# Edmond Tapsoba
Pour les articles homonymes, voir Tapsoba.
Edmond Tapsoba, né le 2 février 1999 à Ouagadougou au Burkina Faso, est un footballeur international burkinabè qui évolue au poste de défenseur latéral  au Bayer Leverkusen.

## Biographie

### En club
Natif de Ouagadougou, il commence sa carrière avec l'équipe de Salitas, son club formateur.
Il joue ensuite en faveur de l'équipe U19 du Leixões SC, avant de faire ses débuts en Primeira Liga avec le Vitória Sport Clube en 2019. Peu avant ses débuts, il prolonge son contrat jusqu'en 2022.
Le 1er août 2019, lors du 2e tour préliminaire de la Ligue Europa, il est l'auteur d'un doublé face au club luxembourgeois de la Jeunesse Esch (victoire 4-0). Il joue ensuite son premier match en première division portugaise le 18 août 2019, lors de la 2e journée de championnat, à domicile face au Boavista FC (1-1). Il inscrit son premier but dans ce championnat le 14 septembre de la même année, lors de la 5e journée, à l'occasion de la réception du CD Aves (victoire 5-1). Le 31 janvier 2020, il rejoint le club allemand de Bayer Leverkusen pour un contrat de 5 ans.
Après une excellente première partie de saison, l’international burkinabè a été élu meilleur défenseur de la phase aller de la Bundesliga par le magazine Kicker. Il devance Willi Orban (Leipzig), Mathias Ginter (Möchengladbach) ou encore Mats Hummels (Borussia Dortmund) . 
Edmond Tapsoba est présentement en vacances au Burkina mais sa valeur marchande ne fait que monter de jour en jour. Plusieurs magazines l’envoient déjà jouer dans les plus grands clubs européens. Selon des informations rapportées par le magazine Liverpool Echo, Edmond Tapsoba est valorisé à 80 millions d’euros. Arsenal Football Club, le FC Barcelone et Tottenham sont aussi intéressés par le profil du talentueux défenseur burkinabè. Il est toujours sous contrat jusqu’en juin 2026 avec le club allemand, Bayer Leverkusen. Il est arrivé en janvier 2020 en Bundesliga en provenance de Vitoria SC de Guimaraes, club de Liga Nos. Le samedi 25 juin 2023, Edmond Tapsoba a parrainé un tournoi de football « Maracana » dénommé « Wend Panga » sur le Terrain de Karpala d’où tout est parti. Son ami de la sélection nationale et attaquant du Bournemouth, Dango Ouattara est venu le soutenir. 

### En équipe nationale
Il fait ses débuts internationaux en faveur du Burkina Faso le 24 août 2016, en amical contre l'Ouzbékistan (défaite 1-0). Il participe activement à la Coupe d'Afrique des Nations 2021 au Cameroun où il termine quatrième avec les Etalons du Burkina Faso.  
Le 20 décembre 2023, il est retenu dans la liste des vingt-sept joueurs burkinabés sélectionnés par Hubert Velud pour disputer la Coupe d'Afrique des nations 2023.

## Palmarès

### En club
Bayer Leverkusen
- Bundesliga
  - Champion en 2024
  - Vice-champion en 2025
- Coupe d'Allemagne
  - Vainqueur en 2024
- Supercoupe d'Allemagne
  - Vainqueur en 2024
- Ligue Europa
  - Finaliste en 2024

## Statistiques
| Saison                | Club                  | Championnat           | Championnat | Championnat | Championnat | Coupe nationale | Coupe nationale | Coupe nationale | Coupe de la Ligue | Coupe de la Ligue | Coupe de la Ligue | Supercoupe | Supercoupe | Supercoupe | Compétition(s) continentale(s) | Compétition(s) continentale(s) | Compétition(s) continentale(s) | Compétition(s) continentale(s) | Total | Total | Total |
| Saison                | Club                  | Division              | M.          | B.          | P.d.        | M.              | B.              | P.d.            | M.                | B.                | P.d.              | M.         | B.         | P.d.       | Comp.                          | M.                             | B.                             | P.d.                           | M.    | B.    | P.d.  |
| 2018-2019             | Vitória Guimarães B   | Liga Pro              | 30          | 7           | 1           | -               | -               | -               | -                 | -                 | -                 | -          | -          | -          | -                              | -                              | -                              | -                              | 30    | 7     | 1     |
| 2019-2020             | Vitória Guimarães     | Liga NOS              | 16          | 5           | 1           | 1               | 0               | 0               | 4                 | 1                 | 0                 | -          | -          | -          | C3                             | 11                             | 3                              | 0                              | 32    | 9     | 1     |
| 2019-2020             | Bayer Leverkusen      | Bundesliga            | 14          | 0           | 0           | 3               | 0               | 0               | -                 | -                 | -                 | -          | -          | -          | C3                             | 5                              | 0                              | 0                              | 22    | 0     | 0     |
| 2020-2021             | Bayer Leverkusen      | Bundesliga            | 31          | 1           | 0           | 3               | 1               | -               | -                 | -                 | -                 | -          | -          | -          | C3                             | 5                              | 0                              | 0                              | 39    | 2     | 0     |
| 2021-2022             | Bayer Leverkusen      | Bundesliga            | 22          | 1           | 0           | 1               | 0               | 0               | -                 | -                 | -                 | -          | -          | -          | C3                             | 6                              | 0                              | 0                              | 29    | 1     | 0     |
| 2022-2023             | Bayer Leverkusen      | Bundesliga            | 33          | 1           | 0           | 1               | 0               | 0               | -                 | -                 | -                 | -          | -          | -          | C1+C3                          | 5+8                            | 0+1                            | 0+1                            | 47    | 2     | 1     |
| 2023-2024             | Bayer Leverkusen      | Bundesliga            | 27          | 0           | 1           | 5               | 1               | 0               | -                 | -                 | -                 | -          | -          | -          | C3                             | 12                             | 2                              | 0                              | 44    | 3     | 1     |
| 2024-2025             | Bayer Leverkusen      | Bundesliga            | 27          | 0           | 0           | 4               | 0               | 0               | -                 | -                 | -                 | 1          | 0          | 1          | C1                             | 9                              | 0                              | 0                              | 41    | 0     | 1     |
| 2025-2026             | Bayer Leverkusen      | Bundesliga            | 0           | 0           | 0           | 1               | 0               | 0               | -                 | -                 | -                 | -          | -          | -          | C1                             | 0                              | 0                              | 0                              | 1     | 0     | 0     |
| Sous-total            | Sous-total            | Sous-total            | 154         | 3           | 1           | 18              | 2               | 0               | -                 | -                 | -                 | 1          | 0          | 1          | -                              | 49                             | 3                              | 1                              | 222   | 8     | 3     |
| Total sur la carrière | Total sur la carrière | Total sur la carrière | 200         | 15          | 3           | 19              | 2               | 0               | 4                 | 1                 | 0                 | 1          | 0          | 1          | -                              | 60                             | 6                              | 1                              | 284   | 24    | 5     |